# Кучук-Онлар (Джанкойский район)
Кучу́к-Онла́р (укр. Кучук-Онлар, крымскотат. Küçük Onlar, Кучюк Онлар) — исчезнувшее село в Джанкойском районе Республики Крым, располагавшееся в центральной части района, в степном Крыму, на левом берегу речки Стальная, напротив современного села Стальное.

## История
Первое документальное упоминание села встречается в Камеральном Описании Крыма… 1784 года, судя по которому, в последний период Крымского ханства Кучук Онлар входил в Таманский кадылык Карасубазарского каймаканства. После присоединения Крыма к России (8) 19 апреля 1783 года, (8) 19 февраля 1784 года, именным указом Екатерины II сенату, на территории бывшего Крымского Ханства была образована Таврическая область и деревня была приписана к Перекопскому уезду. После Павловских реформ, с 1796 по 1802 год, входила в Перекопский уезд Новороссийской губернии. По новому административному делению, после создания 8 (20) октября 1802 года Таврической губернии, Кучук-Онлар был включён в состав Таганашминской волости Перекопского уезда.
По Ведомости о всех селениях в Перекопском уезде состоящих с показанием в которой волости сколько числом дворов и душ… от 21 октября 1805 года в деревне Кучук-Онлар числилось 6 дворов и 39 жителей крымских татар. На военно-топографической карте генерал-майора Мухина 1817 года деревня Кучук ойнар обозначена с 5 дворами. После реформы волостного деления 1829 года Кучук Олар, согласно «Ведомости о казённых волостях Таврической губернии 1829 года», передали в состав Башкирицкой волости (переименованной из Таганашминской). На карте 1836 года в деревне 4 двора, а на карте 1842 года Кучук-Онлар обозначен условным знаком «малая деревня», то есть, менее 5 дворов.
В 1860-х годах, после земской реформы Александра II, деревню приписали к Байгончекской волости того же уезда. На карте 1865 года в деревне Кучук Онлар отмечены 4 двора, а на уточнённой карте 1876 года обозначены лишь остатки усадьбы на северной окраине, подписанные как Господский дом и Трактир. Согласно «Памятной книжке Таврической губернии за 1867 год», деревня была покинута жителями в 1860—1864 годах, в результате эмиграции крымских татар, особенно массовой после Крымской войны 1853—1856 годов, в Турцию и оставалась в развалинах и в дальнейшем в доступных источниках не встречается.